# Uniontown (Alabama)
Uniontown ist eine Town im Perry County im US-Bundesstaat Alabama mit 2227 Einwohnern (2020).

## Geographie
Die Stadt liegt etwa 30 Kilometer südwestlich von Marion, 80 Kilometer südlich von Tuscaloosa, 110 Kilometer westlich von Montgomery und 140 Kilometer südwestlich von Birmingham. Der U.S. Highway 80 verläuft mitten durch Uniontown.

## Geschichte
Erste Siedler ließen sich 1818 in der Gegend nieder und nannten den Ort Woodville. Dieser Name kam dadurch zustande, dass die umliegenden Straßen und Wege überwiegend aus Holzbohlen (wood) angelegt wurden. Die Stadtgründung erfolgte 1836. Als im Jahr 1857 die Alabama and Mississippi Rivers Railroad durch den Ort führte, erlebte er einen beträchtlichen Aufschwung. Auf Anregung eines lokalen Farmers wurde der Ort 1861 nach dessen Heimatort Uniontown in Maryland ebenfalls in Uniontown umbenannt. Aufgrund des fruchtbaren Bodens und der günstigen klimatischen Verhältnisse wurde der Anbau von Baumwolle zur Hauptlebensgrundlage der Einwohner. Nachdem die Plantagen jedoch vom Baumwollkapselkäfer befallen wurden und die Erträge der Baumwolle verarbeitenden Industrie dadurch stark zurückgingen, verließen auch viele Bewohner die Stadt. Die Landwirtschaft ist jedoch bis heute der maßgebliche Wirtschaftszweig des Ortes geblieben.
Folgende historisch wertvolle Gebäude und Plätze sind in der Liste der Einträge im National Register of Historic Places im Perry County aufgeführt: Uniontown Historic District, Fairhope Plantation, Pitts’ Folly und Westwood Plantation.

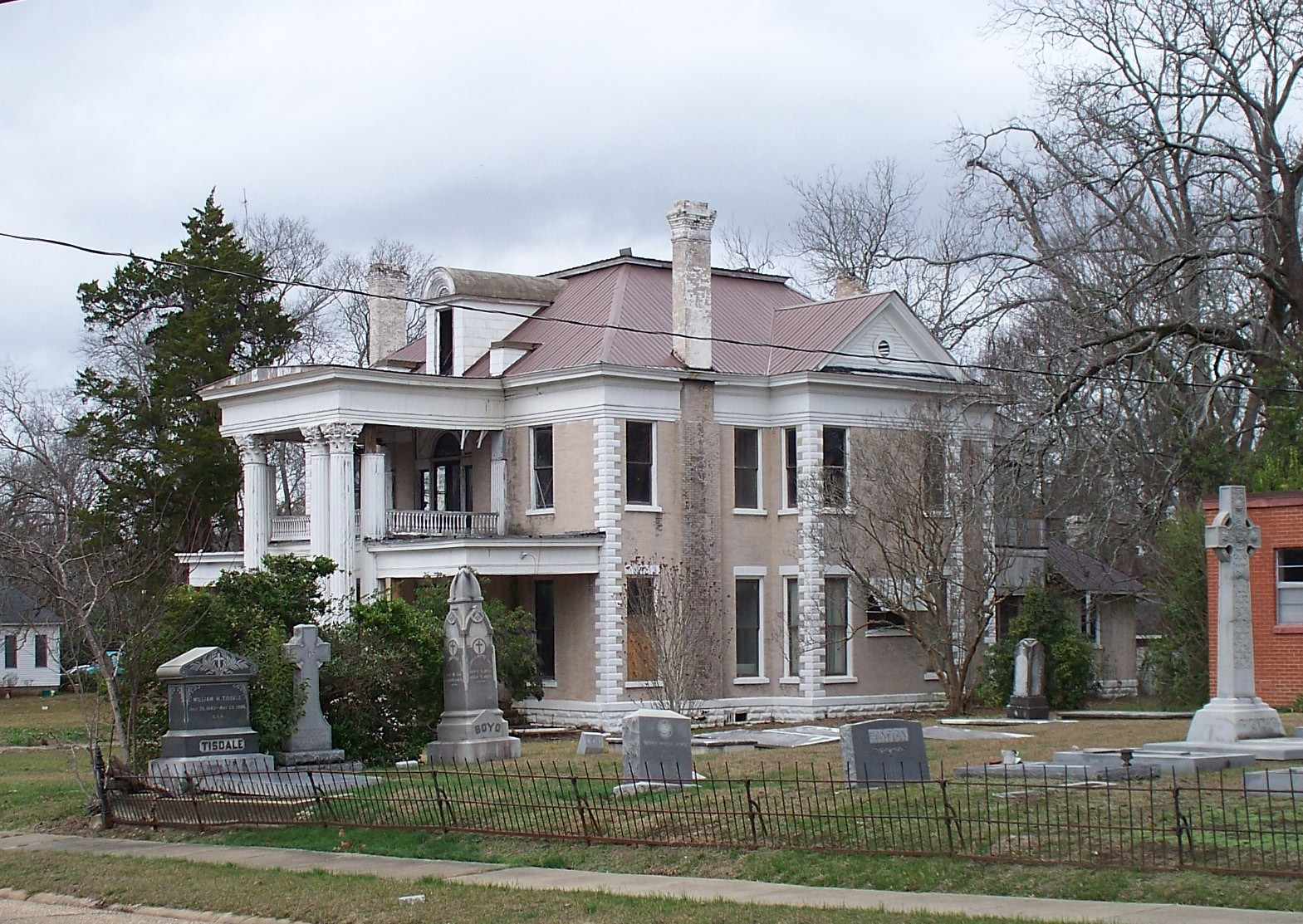
Uniontown Historic District
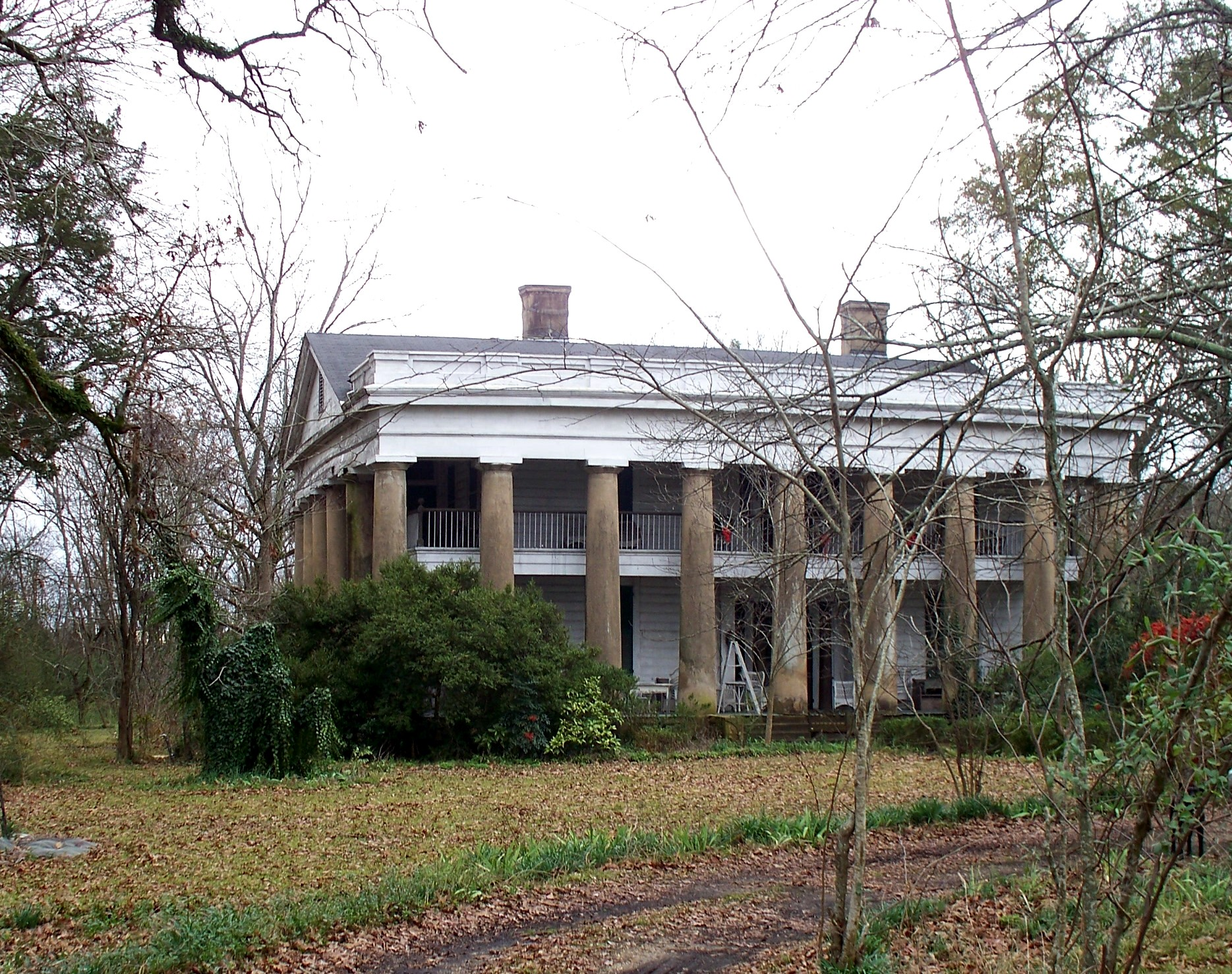
Pitts’ Folly
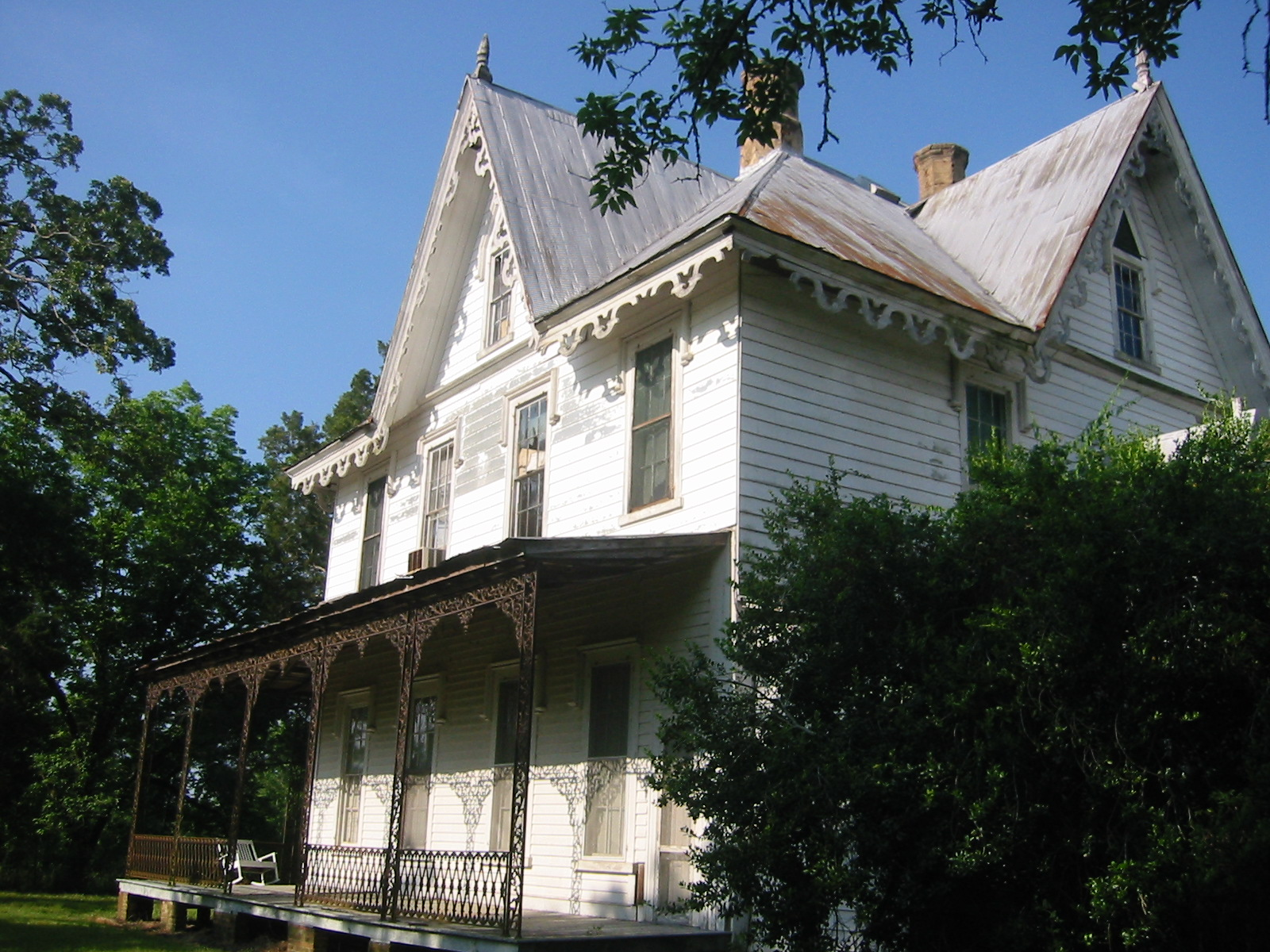
Fairhope Plantation

## Demografische Daten
Im Jahr 2013 wurde eine Einwohnerzahl von 2529 Personen ermittelt. Das Durchschnittsalter lag zu diesem Zeitpunkt mit 27,4 Jahren deutlich unterhalb des Wertes von Alabama, der 38,3 Jahre betrug. 90,2 % der Einwohner sind Afroamerikaner.

## Söhne und Töchter der Stadt
- Juanita Abernathy (1931–2019), Bürgerrechtsaktivistin und Hochschullehrerin
- Tony Cox (* 1958), Schauspieler